# Hope (Pieter Ceizer)
Hope is een beeld van Pieter Ceizer.
Ceizer (Amsterdam, 1982) groeide op rond of in het Museumkwartier, leerde bijvoorbeeld zwemmen in het Zuiderbad. Hij was al kind regelmatig te vinden op het Museumplein waar hij alternatieve kunst (skateboard halfpipe, graffiti, etc.) zag komen en vertrekken. Hij wilde dat ook wel. Ceizer ging vanuit de street-art verder in design en leverde vanuit woonplaats Parijs werk af voor allerlei internationale bedrijven, waaronder Coca-Cola, Heineken en Paris Saint-Germain. In 2020 was hij onder meer werkzaam voor het Van Gogh Museum, hij maakte er een kledingcollectie voor. 
Hij kwam in contact met de ondernemersvereniging (BIZ Museum Quarter) hetgeen resulteerde in dit sprankelende beeld. Het is de vorm van een hand, een signatuur van de kunstenaar in die tijd. Hij had al miniatuurbeeldjes ervan, maar het zou ook terug te vinden zijn op andere kunstuitingen (schilderijen, bedrukte T-shirts, bekers en caps). Het is de bedoeling dat Hope een rondreis maakt door het Museumkwartier, het was al te vinden in de P.C. Hooftstraat en op het Museumplein. Het beeld moet een tegenwicht geven op de sombere tijden gedurende de coronapandemie. Na december 2021 is het de bedoeling dat het naar Parijs verhuist; geen geringe opgave; het is vier meter hoog en moet per dieplader verplaatst worden.
De kunstenaar zei zelf dat hij bij dit werk geïnspireerd werd door Robert Indiana (uiterlijk) en Andy Warhol (bloemen, vrolijkheid en energie).
Er is een tweelingbeeld Peace van dezelfde kunstenaar.